# António Coelho da Costa
António Coelho da Costa (? – ilha Terceira, Açores, Portugal) foi capitão de Ordenanças na ilha Terceira, foi Fidalgo de cota de armas em 1733.
Teve as armas de Sousas de Arronches, Coelhos, Ferreiras e Costas; timbre de Coelho; diferença: brica de ouro com trifólio preto. À data da concessão do referido Brasão era capitão.

Foi nos meados do século XVIII que se formou o tronco dos Coelhos Borges, da ilha Terceira, pela ligação de António Coelho da Costa, filho de José Coelho da Costa e de sua mulher D. Barbara da Conceição Ferreira de Sousa, com D. Antónia Francisca Luísa Borges, da nobilíssima geração dos Borges e filha de Manuel Borges da Costa e de D. Francica Luísa Josefa Cota Falcão de Barcelos Machado.
O solar desta família era na rua do Morrão, em Angra do Heroísmo, casa antiga actualmente na posse de estranhos.
António Coelho da Costa foi capitão de Ordenanças na ilha Terceira, onde teve de sua mulher, D. Antónia Francisca Luísa Borges, os seguintes filhos:

1 - José Mateus Coelho Borges (19 de Novembro de 1734 -?), que casou com D. Maria Vitoria da Silva Quintanilha.
2 – D. Mariana Plácido da Costa Falcão Borges, mulher de José Pedro da Costa Fagundes, que nasceu em Viana e foi capitão do porto de Angra do Heroísmo.